# 13225 Manfredi
13225 Manfredi este un asteroid din centura principală de asteroizi.

## Descriere
13225 Manfredi este un asteroid din centura principală de asteroizi. A fost descoperit pe 29 august 1997 la Observatorul San Vittore din Bologna. Asteroidul prezintă o orbită caracterizată de o semiaxă mare de 2,92 ua, o excentricitate de 0,07 și o înclinație de 2,5° în raport cu ecliptica.